# Angelic del Castilho
Angelic del Castilho, gehuwd  Alihusain (Paramaribo, 4 april 1967), is een Surinaams politicus en diplomaat. Van 2006 tot 2011 was ze ambassadeur in Indonesië. Sinds 2015 is ze voorzitter van Democratisch Alternatief '91.

## Biografie
Del Castilho werd geboren als oudste van het gezin, met na haar nog zes broers en zussen. Ze behaalde haar bachelorgraad in landbouw aan de universiteit. Later behaalde ze cum laude haar mastergraad in hedendaagse diplomatie met een proefschrift over positieve branding van de islam. Na haar studie werkte ze in de private sector voor internationale bedrijven, ngo's en de overheid. Ze is gehuwd met oud-diplomaat en schrijver Rudie Alihusain.
In 1990 besloot ze om politiek actief te worden, omdat ze vond dat ze niet alleen maar aan de zijlijn mocht staan. In deze tijd werd ze lid van de jongerenafdeling van Democratisch Alternatief '91 (DA'91). Tijdens het tweede kabinet van Ronald Venetiaan, waaraan haar partij deelnam, werd ze in 2007 benoemd tot ambassadeur van Suriname in Indonesië. Hier bleef ze aan tot januari 2011.
Alihusain-Del Castilho is in de jaren 2010 voorzitter van het Platform Politiek Actieve Vrouwen. Onder meer reikt ze voor deze organisatie de Golden Gavel Award uit aan vrouwen die een bijdrage leverden aan de politieke en sociaal-maatschappelijke ontwikkeling van vrouwen in het land.
Eind september 2015 volgde ze Winston Jessurun op als voorzitter van DA'91. Ze was hiermee de eerste vrouwelijke gekozen partijvoorzitter van Suriname. In dat jaar was haar partij voor het eerst sinds veel jaren niet meer vertegenwoordigd in De Nationale Assemblée (DNA). Enkele maanden voor de verkiezingen van 2025 verkondigde ze dat ze graag DNA-voorzitter zou worden om punten uit haar politieke programma te verwezenlijken, maar DA'91 behaalde geen zetel. Tijdens de verkiezingen was zij lijsttrekker van DA'91.